# Inciseur
Un inciseur est un outil de petit diamètre et de forme circulaire, qui équipe certaines scies circulaires. Il est situé devant la lame de scie et dépasse de quelques millimètres de la table. Son but est d'avoir une coupe nette et sans éclats, lors de la découpe des panneaux. La rotation de l’inciseur est toujours inversée par rapport à la lame principale.